# Nádasdy Ferenc (főúr)

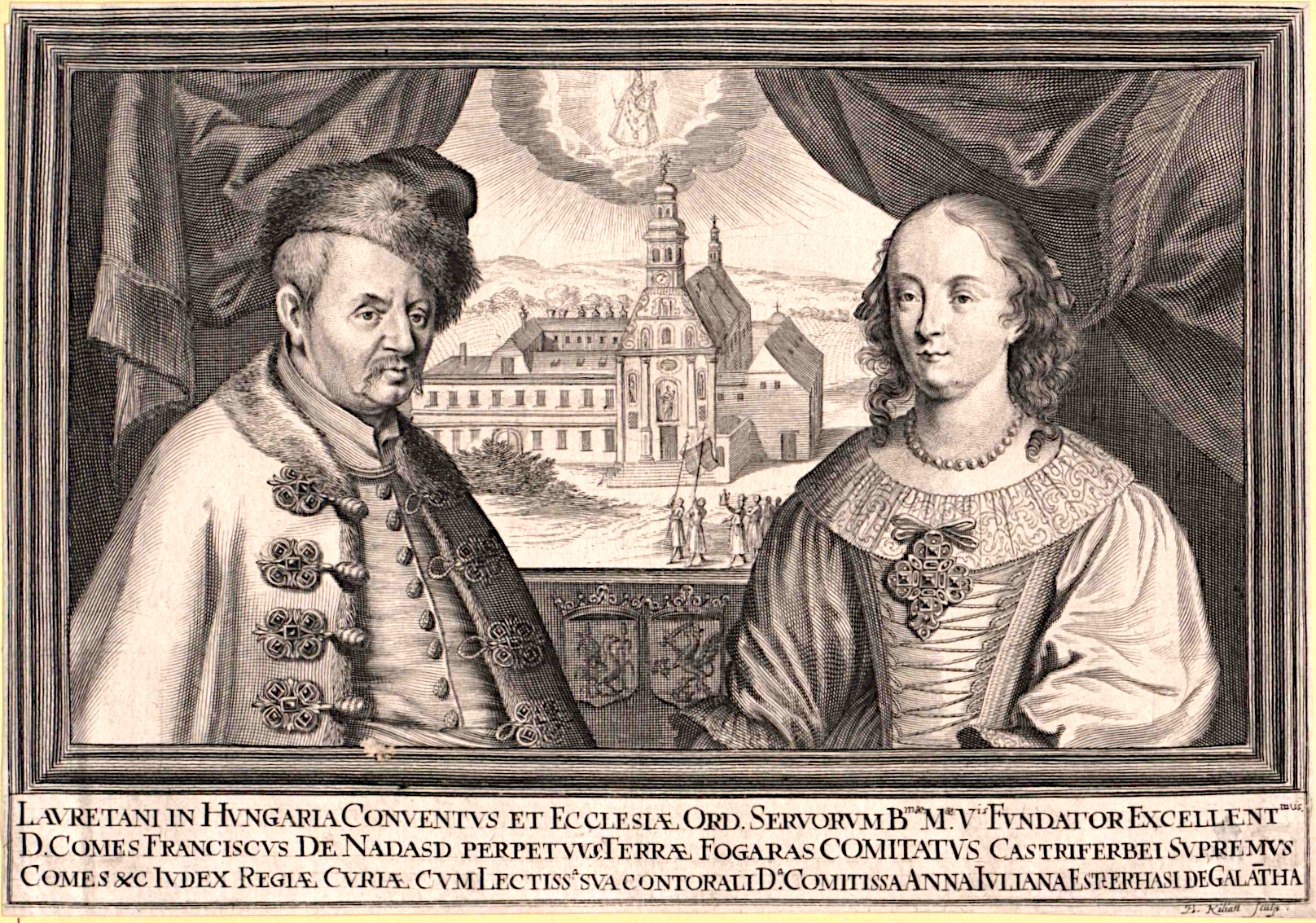
Nádasdy Ferenc országbíró és neje, Esterházy Julianna

Nádasdi és fogarasföldi gróf Nádasdy III. Ferenc (Csejte, 1623. január 14. – Bécs, 1671. április 30.) főnemes, országbíró, Zala- és Somogy vármegye örökös főispánja, királyi tanácsos, királyi kamarás, nagy műveltségű mecénás, a Wesselényi-féle összeesküvés egyik résztvevője, amelyért fej- és jószágvesztéssel fizetett.

## Családja
Nádasdy Pál gróf és báró Révay Judit fia. Az apai nagyszülei báró Nádasdy II. Ferenc (1533–1604) „Fekete bég”, Vas vármegye főispánja, dunántúli főkapitány, és ecsedi Báthory Erzsébet voltak. Az anyai nagyszülei báró Révay Pál, nagybirtokos és gróf Forgách Mária voltak. Nevét apai nagyapja (Nádasdy II. Ferenc, Báthori Erzsébet férje) után kapta. Az apai nagyapai dédszülei báró Nádasdy Tamás nádor, nagybirtokos és Kanizsai Orsolya voltak.
Gondos nevelésben részesült, külföldi tanulmányútjait Itáliában tette és sienai peregrinációról 1642-ben tért haza. Hazatérése után áttért a protestáns (evangélikus) hitről a katolikus hitre felesége gróf Esterházy Júlia Anna – gróf Esterházy Miklós nádor és Nyáry Krisztina leánya volt – kedvéért. A házasságból 14 gyermeke született, akik közül a felnőttkort heten érték meg.
Ismert fiai:
- István 1669-ben Vas vármegye főispánja lett.
- László 1710-ben csanádi püspök, majd 1713-ban győri nagy-prépost.
- Tamás 1713-ban somogyi főispán, 1715-ben koronaőr
- Ferenc (IV.) a rajnai hadsereg tábornoka lett és ő szerezte meg a felsőlendvai és lepsényi uradalmakat.

## Nagy műveltségű mecénás
Tudományszeretetének emlékét őrzi az általa pottendorfi nyomdájában, saját költségén kinyomatott törvénygyűjtemény (1685) és a Mausoleum pot. regum Hungaria című díszmunka.

## Politikai karrierje
1633-tól Vas vármegye főispánja volt; 1645. október 22-én királyi tanácsosi címet szerzett adományban III. Ferdinánd magyar királytól. 1646-ban királyi főudvarmesterré nevezte ki az uralkodó. Ő építtette a sárvári vár dísztermét, a piano nobile-t (1653). Szoros kapcsolatban állt II. Rákóczi György erdélyi fejedelemmel 1650 és 1655 közötti időszakban. 1655-től 1670-ig országbíró, 1667-től Wesselényi Ferenc nádor halála után királyi helytartóvá nevezték ki. Az ország többi vezetőjével együtt támogatta Zrínyi Miklósnak a török kiűzésére vonatkozó terveit. Hatalmas vagyona miatt, a kortársai „a magyar Croesus"-nak („der ungarische Crösus“) nevezték.
1664. július 26-27-én Körmendnél részt vett a törökök ellen vívott csatában, ahol a magyar-horvát erőket vezette.

## A Wesselényi-összeesküvés részese

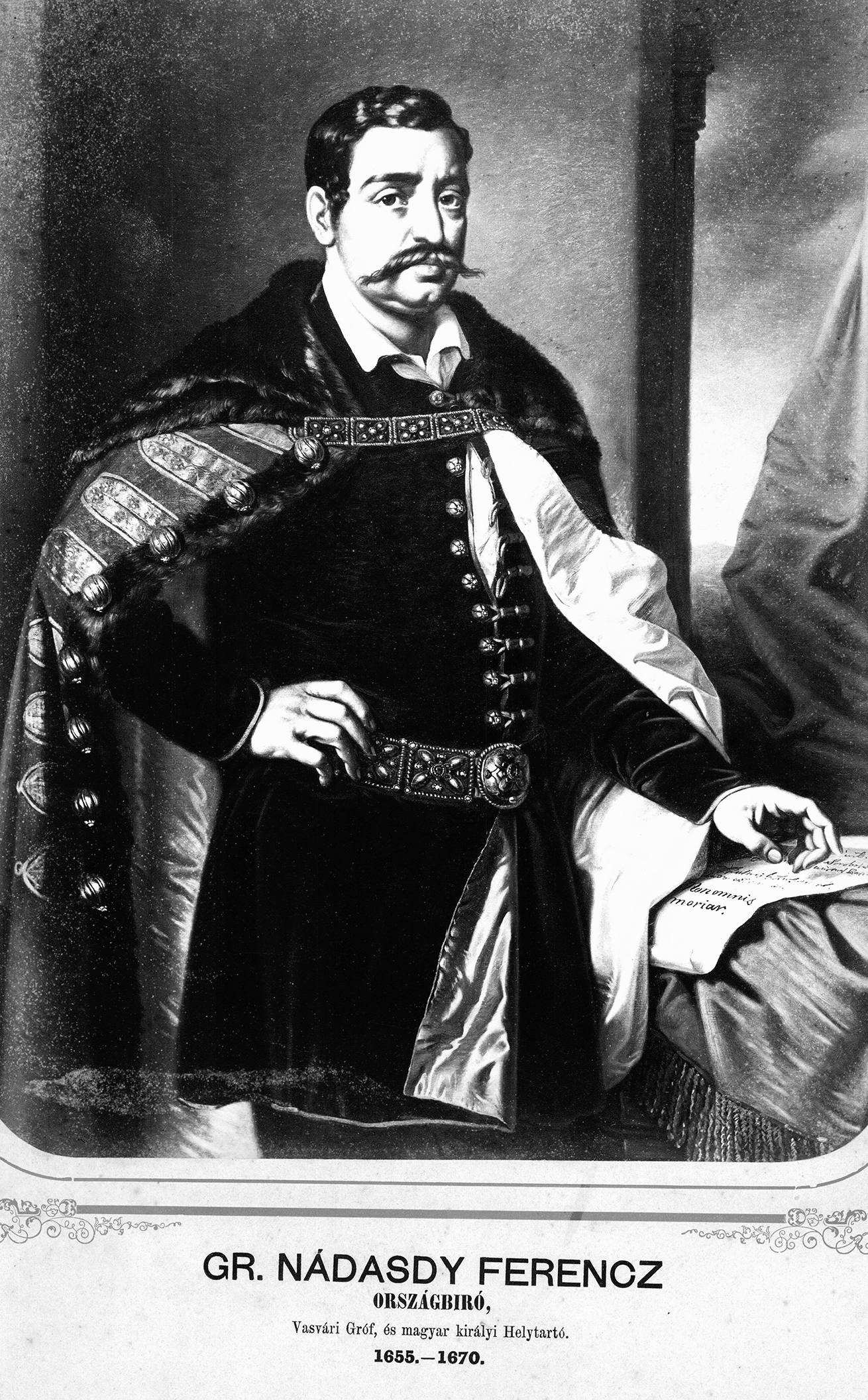
Nádasdy Ferenc 1655. június 29. – 1670. szeptember 3. között országbíró

A magyar szempontból elégtelen 1664. évi vasvári béke, valamint I. Lipót önkényuralma ellen az elégedetlenség még a főurak körében is megnövekedett, ezért 1665-ben Nádasdy Ferenc országbíró is csatlakozott a Wesselényi-összeesküvéshez Wesselényi Ferenc nádor, Zrínyi Péter és Frangepán Ferenc Kristóf mellett. Nevéhez köthető az a röpirat amely 1668-ban készült el Oratio az ország négy rendjéhez címmel. Ebben a rendi intézményrendszer mellett érvel és elutasítja az abszolutizmust. 1670 márciusában Besztercebányára összehívott egy rendi gyűlést, amellyel az országgyűlés összehívását célozta meg. A vármegyék az összejövetelen küldöttekkel képviseltették magukat. Az összejövetelen a résztvevők Nádasdy Ferenc nádorrá választását sürgették. Ezek alapján világossá vált, hogy a bécsi udvar abszolutizmust erősítő törekvéseinek az útjában a legfőbb akadály Nádasdy országbíró volt. A nyílt törés az udvar és az országbíró között ezen a besztercebányai összejövetelen következett be. Ez lett Nádasdy perbefogásának és letartóztatásának és kivégzésének az előidézője.

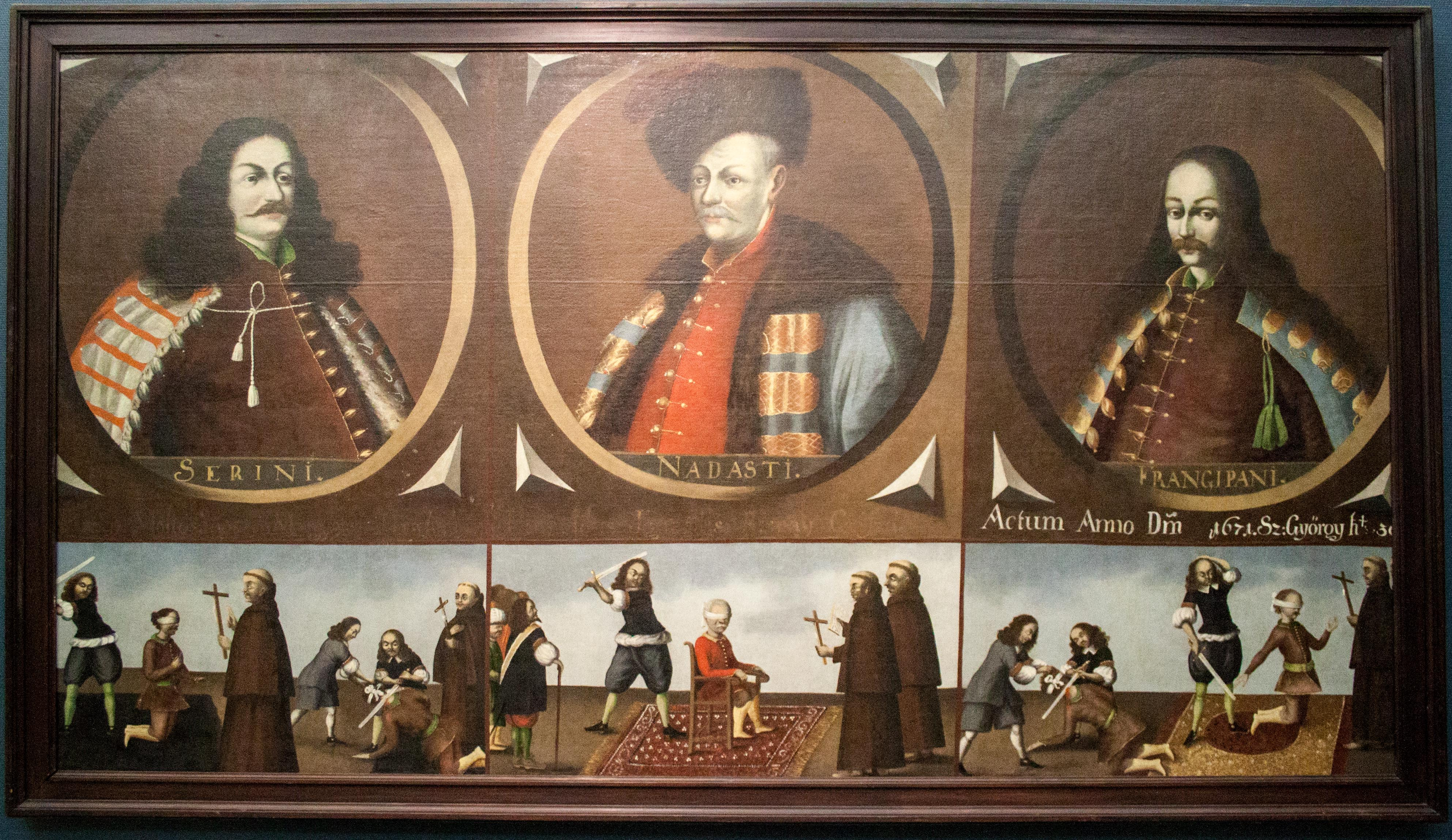
A Wesselényi-összeesküvés mártírjai és kivégzésük

1670 szeptemberében pottendorfi kastélyában tartóztatták le.
Az összeesküvés leleplezése után bár kegyelmet kért (hiába jártak közben megkegyelmeztetése érdekében rokonai és barátai, sőt a pápa is), az országon kívül és idegen törvények szerint ítélő bíróság minden méltóságaitól és javaitól megfosztotta, majd lefejezték.
Teljes vagyonát a kincstár javára elkobozták és még gyermekei nevét is megváltoztatták.
A Nádasdy család az ő fiúutódaiban élt tovább.